# أوكس فيجلي
أوكس فيجلي (بالإنجليزية: Oakes Fegley)‏ مواليد 11 نوفمبر 2004، هو ممثل أمريكي بدأ مسيرته الفنية سنة 2011.

## الأعمال
- الحرب مع الجد (2017) (بدور: بيتر)
- بيرسون أوف إنترست (2014)

## روابط خارجية
- أوكس فيجلي على موقع IMDb (الإنجليزية)
- أوكس فيجلي على موقع قاعدة بيانات الفيلم (الإنجليزية)